# Krummendiek
Krummendiek è un comune tedesco del circondario di Steinburg, nella regione dello Schleswig-Holstein. Ha circa 80 abitanti.